# Unja
L'Unja (en rus Унжа) és un riu de Rússia que passa per les províncies de Vólogda i de Kostromà. És un afluent del Volga.
Té una llargària de 426 km i una conca de 28.900 km². Desemboca al pantà de Gorki, i es gela des d'octubre-desembre fins a abril-maig. Els seus principals afluents són la Viga, la Neia i la Meja, i passa per les ciutats de Kologriv, Mànturovo i Makàriev.

## Galeria

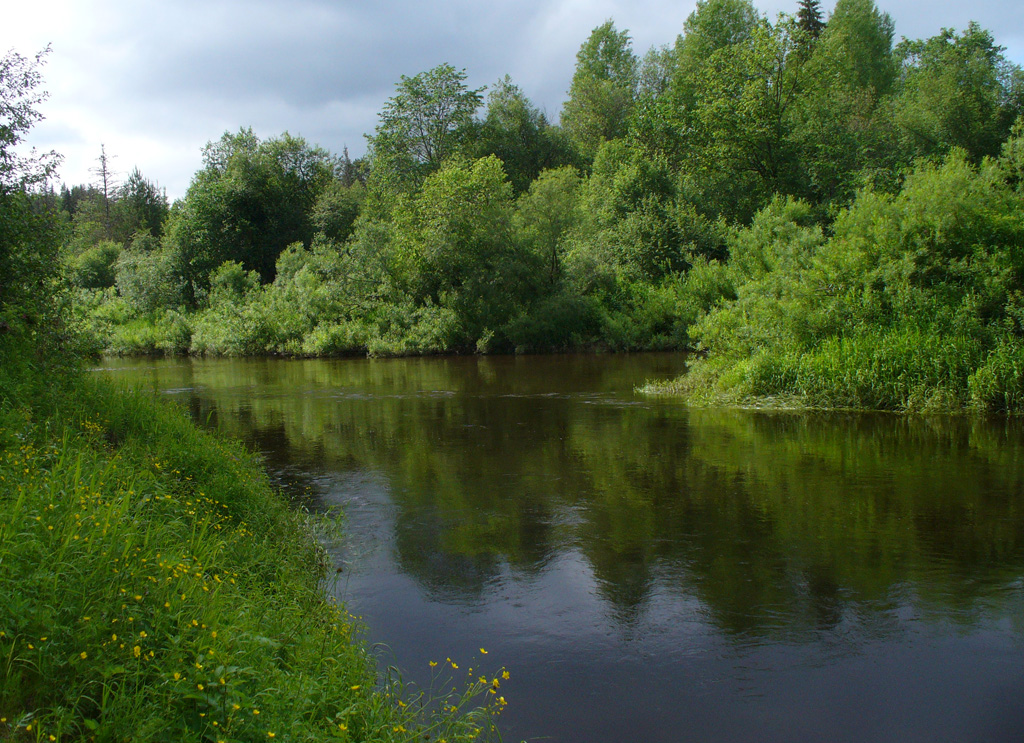
Unió del Kema i el Lundonga.
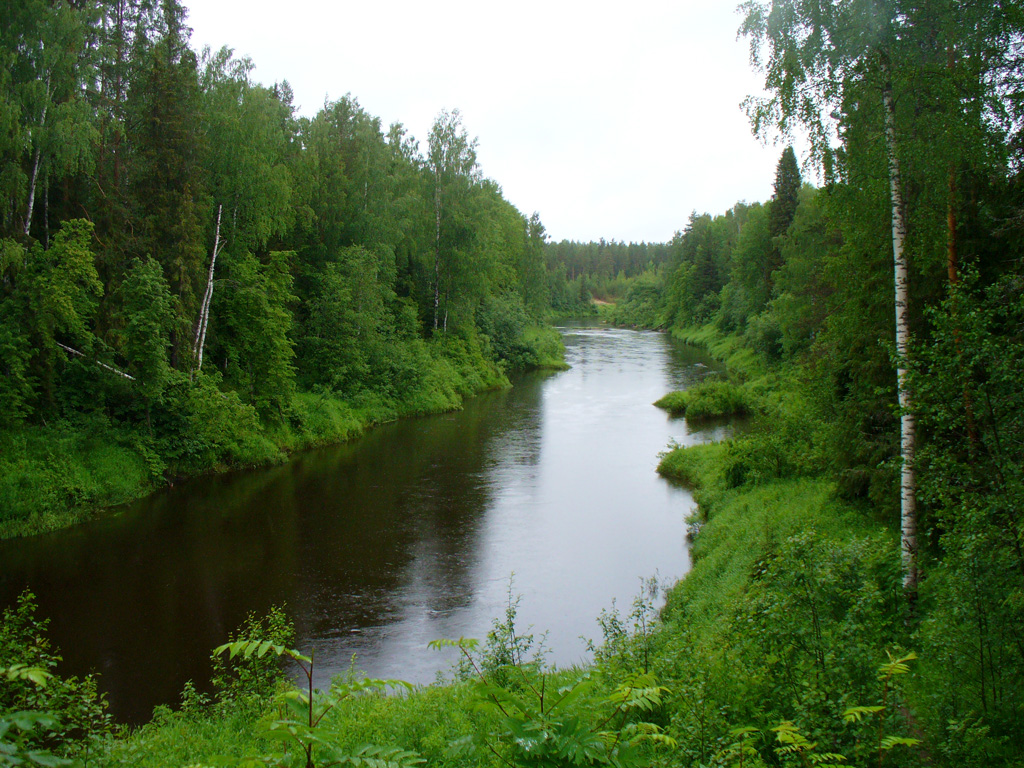
Curs superior de l'Unja.
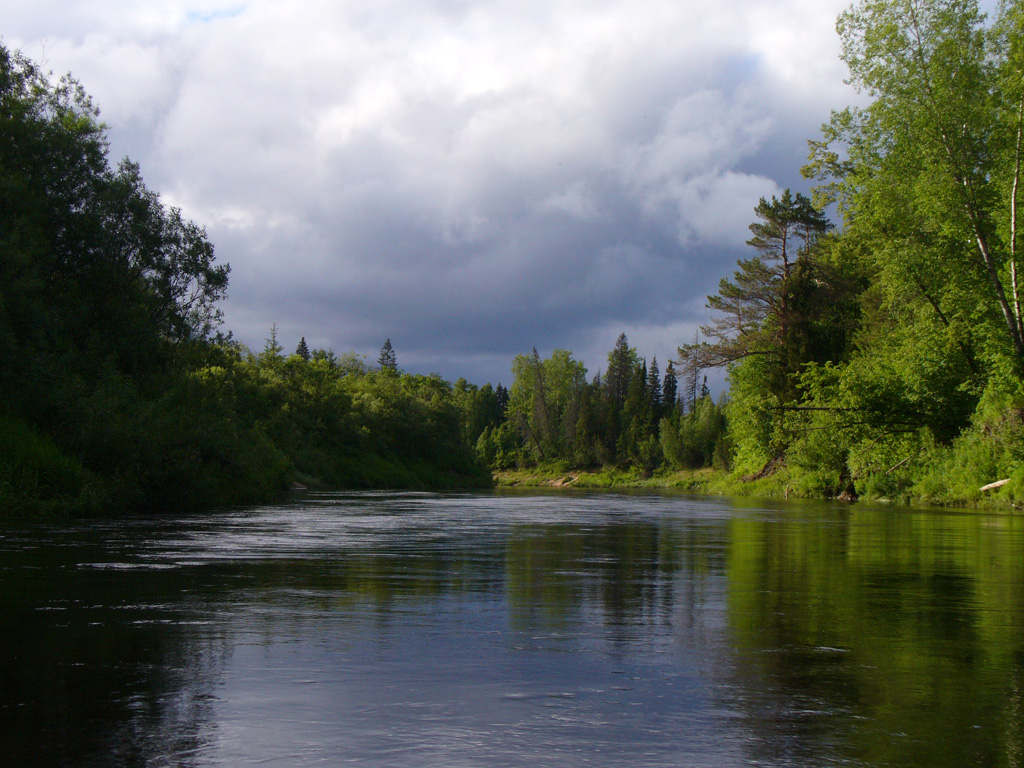
Curs superior del riu.
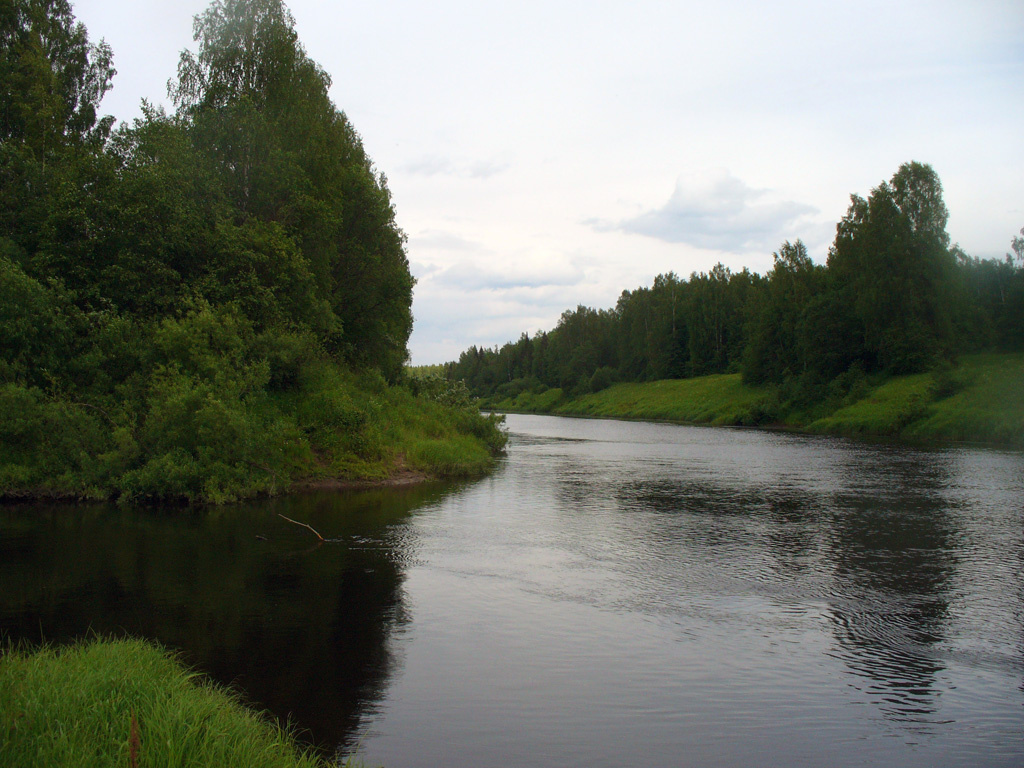
Desembocadura del Kunoj.
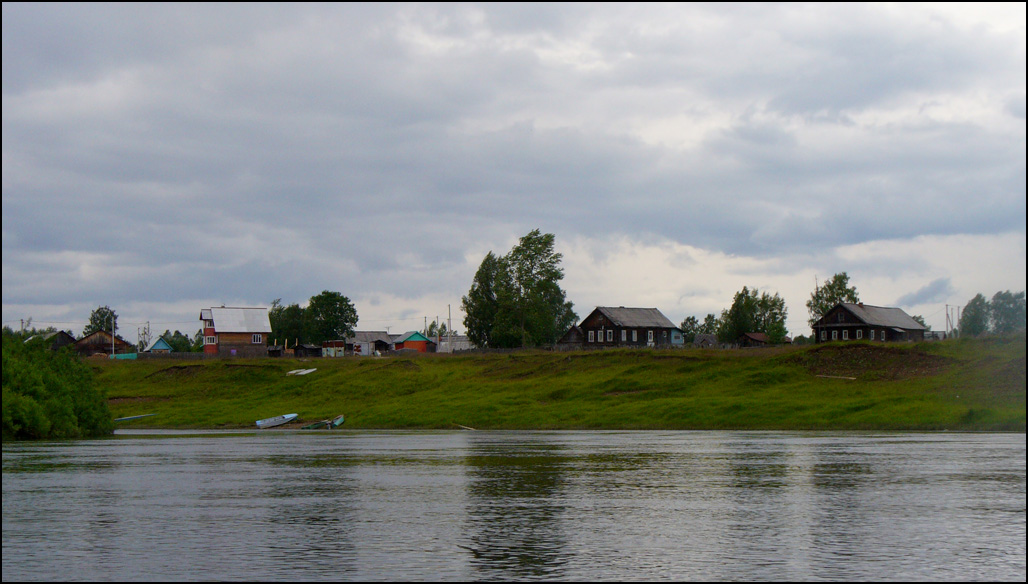
El riu prop de Kunoj.
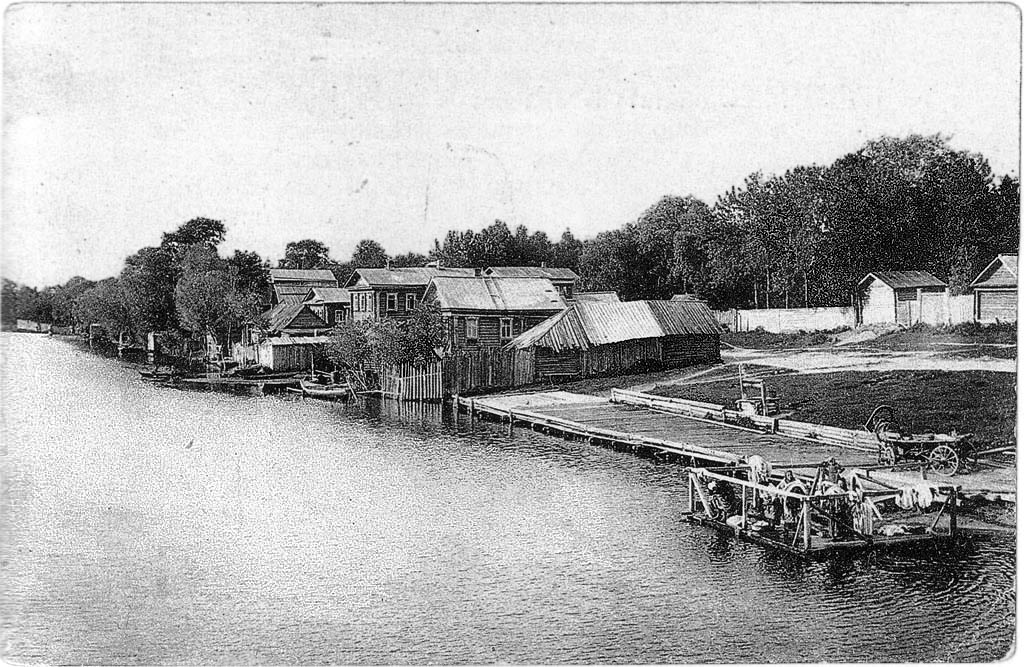
El riu prop de Melenki, segle xix.
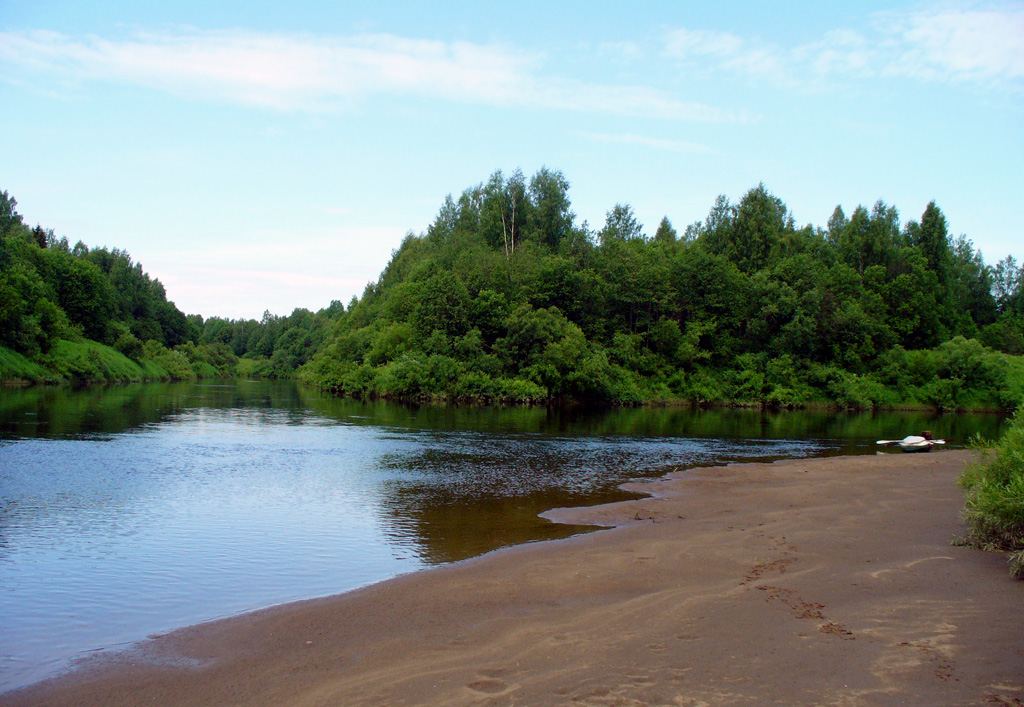
Confluència amb la Viga.
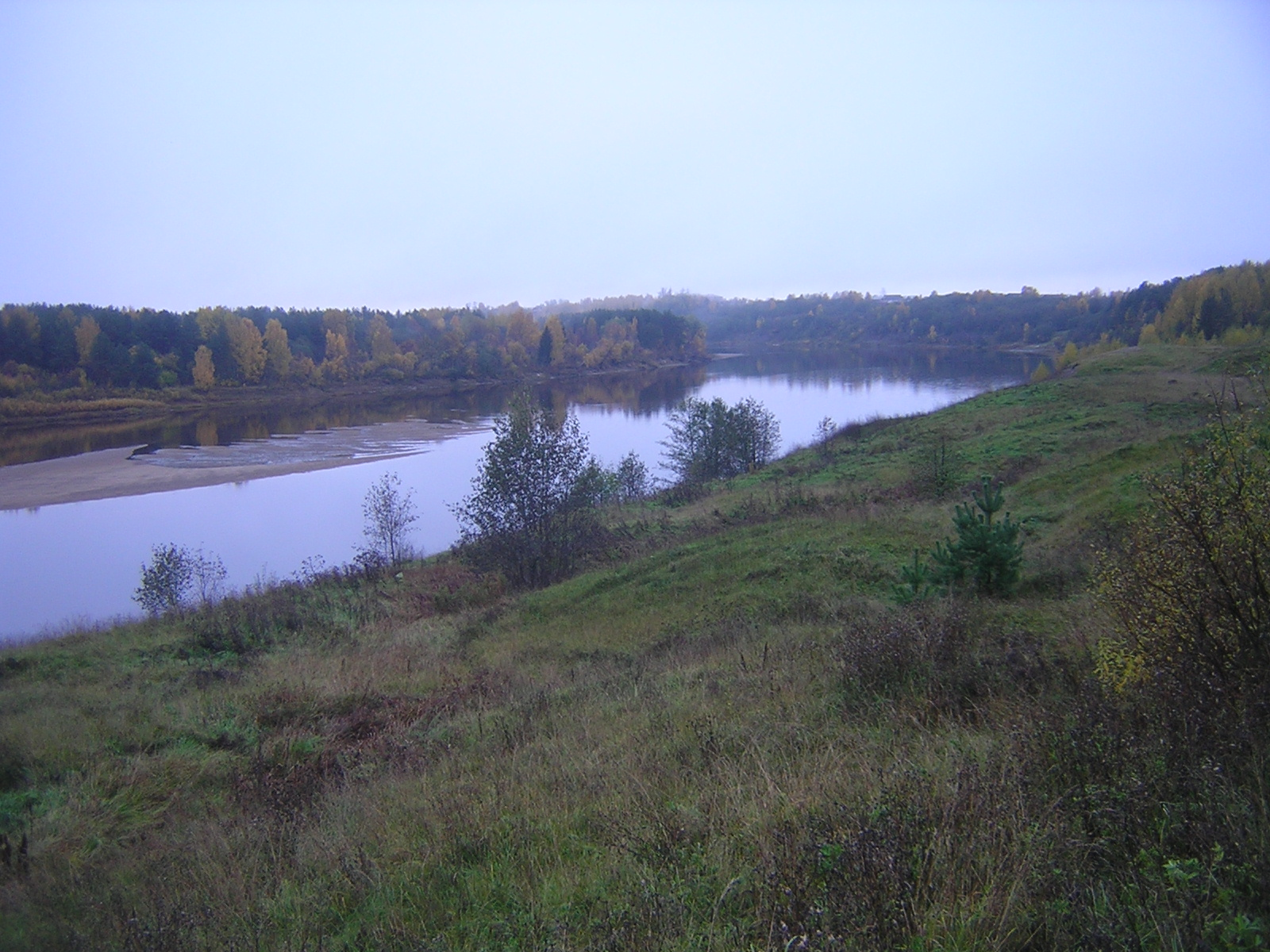
L'Unja prop de Makàriev.